# Лемачко, Татьяна Мефодиевна
Татьяна Мефодиевна Лемачко (16 марта 1948, Измаил, Одесская область — 17 мая 2020, Цюрих) — советская, болгарская и швейцарская шахматистка, гроссмейстер (1977).

## Шахматная карьера
С 1972 в Болгарии, с 1983 в Швейцарии. Неоднократная чемпионка Болгарии, в составе национальной команды Болгарии участница 4-х олимпиад (1974, 1978—1982) и 10-и за Швейцарию (1984—1998, 2004, 2008).
Участница соревнований на первенство мира (с 1975), в том числе межзональных турниров: Росендал (1976) — 3—4-е, Аликанте (1979) — 1—2-е (с Е. Ахмыловской), Бад-Киссинген (1982) — 3-е места. В ч/ф матчах претенденток проиграла Е. Ахмыловской (София, 1977) — 5½ : 6½, М. Литинской (Одесса, 1980) — 2½ : 5½, Н. Александрии (Аликанте, 1983) — 4½ : 5½. Победительница и призёр ряда международных соревнований.

## Изменения рейтинга
| Графики недоступны из-за технических проблем. См. информацию на Фабрикаторе и на mediawiki.org. |